# 787
787 (DCCLXXXVII) var ett normalår som började en måndag i den julianska kalendern.

## Händelser

### Okänt datum
- Andra konciliet i Nicaea innebär slutet på den första ikonoklastiska perioden i Bysantinska riket.

## Födda
- April – Muhammad ibn Harun al-Amin, abbasidisk kalif
- Li Deyu, kinesisk kansler.

## Avlidna
- 17 mars – Han Huang, kinesisk kansler.
- 7 september – Zhang Yanshang, kinesisk kansler.
- 25 oktober – Cui Zao, kinesisk kansler.
- Maurizio Galbaio, doge av Venedig